# バージンスノーカラー
『バージンスノーカラー』は、日本のヴィジュアル系ロックバンド、彩冷えるのファーストフルアルバム。2006年11月15日に発売された。

## 概要
- 初回特殊仕様
- CD+DVDの2枚組
- 彩冷えるから脱退した4人が改めて結成したバンド「AYABIE」のデビューアルバムとして『Virgin Snow Color -2nd season-』がリリースされる。

## 収録曲

### CD
1. バージンスノーカラー 
（作曲:インテツ）
2. Shine 
（作詞:葵/作曲:タケヒト）
3. ラピスラズリ 
（作詞:葵/作曲:インテツ）
4. コトノハノル 
（作詞/作曲:葵）
5. ヒナタ 
（作詞/作曲:葵）
6. メーフィッシュのうた、恋柄の水泡 
（作詞:葵/作曲:インテツ）
7. 0010 
（作詞:葵/作曲:インテツ）
8. Az 
（作詞/作曲:葵）
9. ancient-tree 
（作詞:葵/作曲:ケンゾ）
10. 星降るお話 
（作詞:葵/作曲:インテツ）

### DVD
1. 君の声と約束 (PV) 
（作詞:葵/作曲:インテツ）